# Tubular Bells II
Tubular Bells II är ett studioalbum av Mike Oldfield, utgivet den 31 augusti 1992. Det är Oldfields första album under märket Warner Bros. efter att i och med Heaven's Open ha brutit med Virgin Records. Albumets musikaliska struktur följer Tubular Bells från 1973, men med delvis nya musikinstrument.

## Låtlista
1. "Sentinel" – 8:07
2. "Dark Star" – 2:16
3. "Clear Light" – 5:48
4. "Blue Saloon" – 2:59
5. "Sunjammer" – 2:32
6. "Red Dawn" – 1:50
7. "The Bell" – 6:59
8. "Weightless" – 5:43
9. "The Great Plain" – 4:47
10. "Sunset Door" – 2:23
11. "Tattoo" – 4:15
12. "Altered State" – 5:12
13. "Maya Gold" – 4:01
14. "Moonshine" – 1:42

## Medverkande
- Mike Oldfield - De flesta gitarrer
- John Robinson - trummor
- Susannah Melvoin - sång
- Edie Lehman - sång
- Sally Bradshaw - sång
- Jamie Muhoberac - keyboard, trumloopar
- Eric Cadieux - programmering
- Alan Rickman - master of ceremonies (A strolling player)